# Долап (дем Долна Джумая)
Долап (на гръцки: Σαρακατσαναίικο, Саракацанейко, катаревуса Σαρακατσαναίικον, Саракацанейкон, до 1927 година Δολάπ, Долап) е село в Република Гърция, Егейска Македония, дем Долна Джумая (Ираклия) на област Централна Македония с има 58 жители (2001).

## География
Долап е разположено на 28 километра северозападно от град Сяр (Серес) и на 2 километра южно от Долна Джумая (Ираклия) в Сярското поле.

## История

### Етимология
Според Йордан Н. Иванов името е диалектното долапь, градинарски уред за поливане > от турското dolap.

### В Османската империя
В края на XIX век Долап е малко чифлигарско селище, населено с власи-каракачани.
В „Етнография на вилаетите Адрианопол, Монастир и Салоника“, издадена в Константинопол в 1878 година и отразяваща статистиката на населението от 1873 г., Долап чифлик (Dolap-tchiflik) е посочено като селище в Сярска каза с 6 домакинства, като жителите му са 26 българи.
По данни на секретаря на Българската екзархия Димитър Мишев („La Macédoine et sa Population Chrétienne“) в 1905 година в Долап чифлик (Dolap-chiflik) живеят 120 гърци.
При избухването на Балканската война в 1912 година един човек от Долап е доброволец в Македоно-одринското опълчение.

### В Гърция
През Балканската война селото е завзето от части на българската армия, но остава в Гърция след Междусъюзническата война. В 1927 година е прекръстено на Саракацанейко, в превод каракачанско.

## Личности
Родени в Долап
- Петър Илиев (1889 – ?), македоно-одрински опълченец, Първа рота на Седма кумановска дружина[6]